# 塔序润楠
塔序润楠（学名：Machilus pyramidalis）为樟科润楠属下的一个种。